# Bursinel
Bursinel je obec na jihozápadě Švýcarska v okrese Nyon v kantonu Vaud. Leží poblíž Ženevského jezera. Žije zde 471 obyvatel.

## Geografie

Letecký pohled (1964)

Bursinel leží v nadmořské výšce 428 m, vzdušnou čarou 8 km severovýchodně od okresního města Nyon. Zemědělská vesnice se rozkládá na jižním okraji náhorní plošiny na úpatí pohoří Vaud Côte, v panoramatické poloze asi 50 metrů nad hladinou Ženevského jezera.
Území obce o rozloze 1,8 km² zahrnuje malou část na severozápadním břehu Ženevského jezera. Území obce se táhne od břehu jezera na severozápad přes ploché pobřeží a přilehlý strmý svah až k náhorní plošině a potoku Fossy. Na této náhorní plošině se nachází nejvyšší nadmořská výška obecního katastru, 435 metrů nad mořem. V roce 1997 tvořila 13 % rozlohy obce zastavěná plocha, 12 % lesy a lesní plochy a 75 % zemědělství.
K obci Bursinel patří osada L’Oujonnet (425 m n. m.), která se rovněž nachází na okraji náhorní plošiny, a několik zemědělských usedlostí. Sousedními obcemi Bursinelu jsou Dully, Bursins, Gilly a Rolle.

## Historie
První písemná zmínka o obci pochází z roku 1139 pod názvem Brucines a v roce 1220 se objevuje název Brucinais. Ve středověku patřil Bursinel pod správu Mont-le-Vieux. Pozemky v obci vlastnil také kartuziánský klášter Oujon (poblíž Arzier). Od roku 1527 byl hrad Bursinel místem setkání prosavojských šlechticů, kteří dvakrát obléhali město Ženevu. Konfederáti přivolaní na pomoc Ženevě hrad v roce 1530 zničili.
Po dobytí Vaudu Bernem v roce 1536 přešel Bursinel pod správu panství Morges. Po pádu Staré konfederace patřila obec v letech 1798–1803 v období helvétského soustátí ke kantonu Léman, který byl poté po vstupu v platnost Ústavy o zprostředkování sloučen s kantonem Vaud.

## Obyvatelstvo
| Rok            | 1850 | 1900 | 1910 | 1930 | 1950 | 1960 | 1970 | 1980 | 1990 | 2000 |
| Počet obyvatel | 187  | 199  | 211  | 209  | 219  | 177  | 173  | 164  | 271  | 342  |

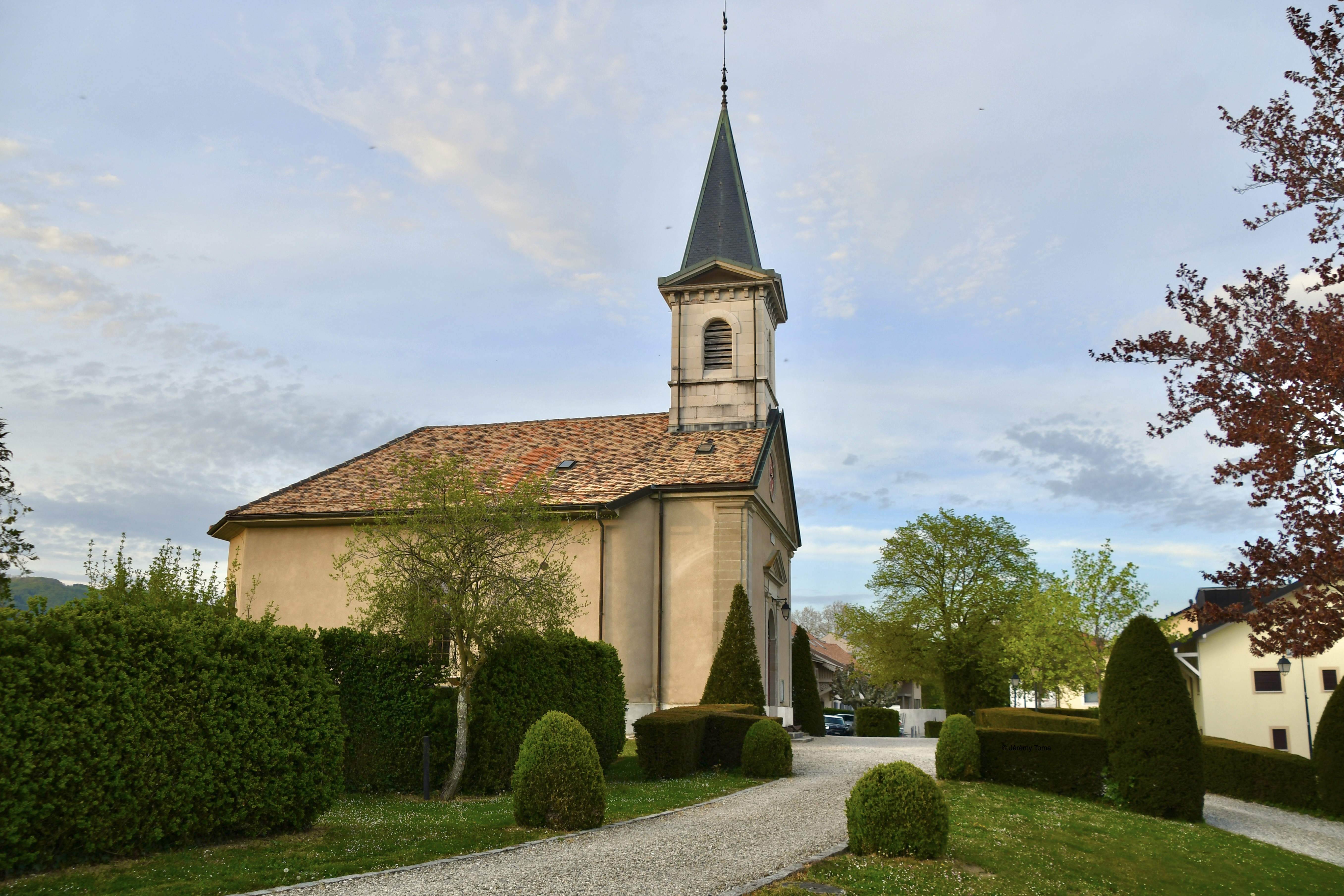
Kostel

Z celkového počtu obyvatel je 82,2 % francouzsky mluvících, 6,7 % německy mluvících a 5,3 % anglicky mluvících (stav v roce 2000). V roce 1850 žilo v Bursinelu 187 obyvatel a v roce 1900 199 obyvatel. Po roce 1980 (164 obyvatel) začal počet obyvatel rychle růst a během 20 let se zdvojnásobil.

## Hospodářství
Až do druhé poloviny 20. století byl Bursinel vesnicí s převážně zemědělským charakterem. Zemědělství hraje i dnes důležitou roli jako zdroj obživy obyvatel. Na strmém svahu pod obcí se nachází rozsáhlá vinařská oblast. Úrodná půda náhorní plošiny je využívána především jako orná půda. Další pracovní příležitosti jsou k dispozici především v sektoru služeb. V posledních desetiletích se obec díky své atraktivní poloze rozvinula v rezidenční obec. Mnoho pracujících dojíždí za prací především do Nyonu.

## Doprava
Přestože se obec nachází mimo hlavní dopravní tepny, má dobré dopravní spojení. Nachází se na odbočce z hlavní silnice č. 1, která vede ze Ženevy podél břehu jezera do Lausanne. Dne 14. dubna 1858 byl zprovozněn úsek železniční tratě Lausanne–Ženeva z Morges do Coppet se stanicí v Bursinelu. Dnes však již vlaky na zastávce Bursinel nezastavují; obec je obsluhována veřejnou dopravou prostřednictvím linky Postbus, která jezdí z Glandu do Rolle.